# Locomotiva SB 35a
Le locomotive 35a erano locomotive a vapore con tender, di rodiggio 0-4-0, per treni merci della ferrovia austriaca Südbahn.

## Storia
In seguito all'apertura della ferrovia del Semmering, caratterizzata da un percorso molto acclive e tortuoso, si rese necessario aumentare la dotazione di locomotive di prestazione più elevata che evitassero il ricorso alla trazione multipla e la scelta si orientò su macchine a quattro accoppiati.
L'ufficio progettazione della "Sigl" di Wiener Neustädt, sotto la direzione di Louis Adolf Gölsdorf, progettò una serie di locomotive a quattro assi accoppiati con telaio interno di cui la Wiener Neustadt e la Steg ne consegnarono 25 unità e 5 la Floridsdorf negli anni tra 1871 e 1872.
Le macchine risultarono di grande successo essendo in grado di trainare treni di 210 t su una pendenza del 25 per mille. Vennero utilizzate al Semmering, sulla linea ferroviaria del Brennero e nelle aree del Carso. Il camino originale di tipo tradizionale venne poi sostituito da un camino "Kobel" a tronco di cono che aumentò leggermente l'altezza della macchina. Le macchine costruite vennero inserite nel gruppo 35 con la numerazione 937-991.
Il buon risultato della macchina suscitò interesse anche nelle ferrovie italiane che nel 1872 noleggiarono una locomotiva tipo 35 da provare sulle rampe della linea dei Giovi, determinando poi una consistente ordinazione di locomotive similari alla Sigl di Wiener Neustädt che andarono a costituire il gruppo FS 420. Tra 1873 e 1905 tale macchina fu costruita anche in Italia coinvolgendo un gran numero di fabbriche nazionali, tra cui la Miani & Venturi di Milano, le officine di Pietrarsa, mentre altre 33 unità vennero prodotte dalla Maffei di Monaco di Baviera.
Alla fine della prima guerra mondiale 20 delle 55 macchine Südbahn 35a vennero consegnate alle FS italiane e immatricolate come gruppo 452, 23 unità andarono alla Jugoslavia e 12 rimasero alle nuove ferrovie federali austriache (BBÖ).
Durante la seconda guerra mondiale tre delle macchine jugoslave vennero incorporate come 55.5601-5603 dalla Deutsche Reichsbahn.
Le unità austriache vennero dismesse nel 1934, quelle "italiane" entro il 1929 mentre le "jugoslave" giunsero fino al 1948.

## Caratteristiche
Le locomotive vennero realizzate con il rodiggio 0-4-0) allo scopo di poter disporre di una maggiore forza di trazione, rispetto alle più comuni macchine di rodiggio 0-3-0, senza dovere aumentare oltre limite il peso assiale. La macchina era costituita da un carro su cui erano disposte le quattro ruote motrici accoppiate, del diametro di 1.106 mm. Sul carro poggiava la caldaia per la produzione di vapore saturo a pressione massima di esercizio di 9 bar; il motore era a 2 cilindri esterni, a semplice espansione, con distribuzione a cassetto piano e meccanismo di azionamento tipo Stephenson; la coppia motrice prodotta veniva applicata mediante biella motrice sul terzo asse.
Alla locomotiva era accoppiato un tender a tre assi.